# Boïgues (Serradell)
Boïgues és un paratge del terme municipal de Conca de Dalt, dins del territori de l'antic terme de Toralla i Serradell, al Pallars Jussà, en terres del poble de Serradell.
Està situat a l'esquerra del barranc de les Boïgues, a ponent del Serrat del Ban i al nord del Serrat de Santa Eulàlia. És al sud-est dels Corralets i al sud-oest de l'Obaga de Costes, just al nord de les Picorres.